# Ruig schapengras
Ruig schapengras (Festuca ovina subsp. hirtula) is een vaste polvormende plant, die een ondersoort is van genaald schapengras en behoort tot de grassenfamilie (Gramineae oftewel Poaceae). Genaald schapengras staat op de Nederlandse Rode lijst van planten als zeer zeldzaam en zeer sterk afgenomen.
De plant wordt 15-70 cm hoog. Groen- en blauwkleurige planten komen naast elkaar voor. Het samengevouwen blad heeft alleen een middenrib, is afgeplat rond en 0,4-0,6 mm breed. Het tongetje is 0,2 mm breed. In het blad zitten vijf tot zeven vaatbundels.

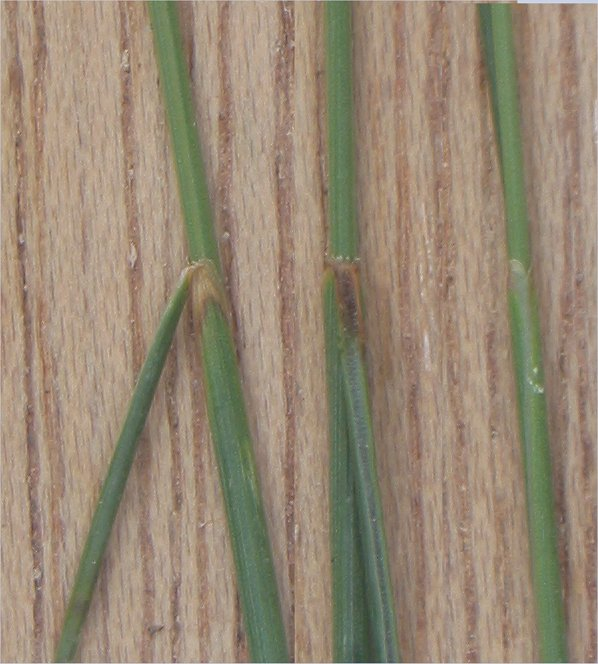
Tongetje

Ruig schapengras bloeit in mei en juni met pluimen. De aartjes zijn 5,3-6 mm lang. De aartjes zijn meestal vierbloemig. Het 3,3-3,8 mm grote, onderste kroonkafje (lemma) is meestal behaard en heeft een kafnaald, die 0,2-0,8 mm lang is. De vrucht is en graanvrucht.

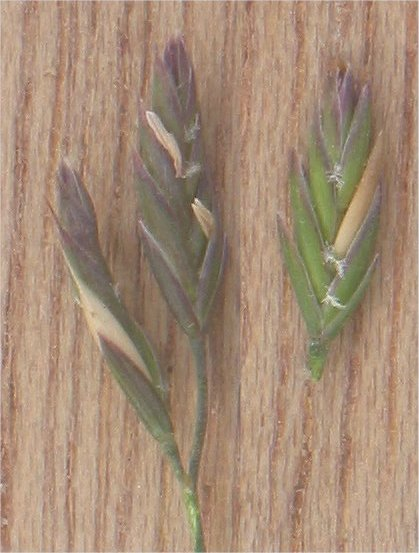
Aartjes

De plant komt voor op zandgrond in zandverstuivingen en heischrale graslanden op stuwwallen. De verspreiding in Nederland is onbekend, maar de soort is op de Veluwe vrij algemeen in uitgestoven laagten in zandverstuivingen.

## Waardplant
Ruig schapengras is een waardplant voor de kommavlinder, argusvlinder, rotsvlinder, hooibeestje, tweekleurig hooibeestje, bruin zandoogje, voorjaarserebia, boserebia, heivlinder, witbandzandoog, heremiet, geel grasbeertje en grasbeertje en de microvlinders Pediasia contaminella, Thisanotia chrysonuchella, Agriphila straminella, Agriphila selasella, Agriphila inquinatella, Anerastia lotella en Elachista bifasciella.